# La Punta (Alcanar)
La Punta és una muntanya de 85 metres que es troba al municipi d'Alcanar, a la comarca del Montsià. Al cim hi ha un vèrtex geodèsic (referència 250166001).